# Ruggero Miti
Ruggero Miti (* 11. Januar 1945 in Bologna) ist ein italienischer Regisseur.
Miti begann als Schauspieler und wandte sich nach Erfahrungen als Assistent dann der Regie zu. In dieser Funktion war er am Teatro La Fenice in Venedig, für das Fernsehen, für das er u. a. die Sendungen Odeon, Dribbling und L’altra domenica betreute, sowie für einige Kino- und Fernsehfilme tätig. Von 1980 bis 1996 lebte und arbeitete er in den Vereinigten Staaten, wo er in erster Linie Nachrichtensendungen realisierte, die für die italienischstämmigen Zuschauer produziert wurden. Anschließend kehrte er in sein Heimatland und zur RAI zurück; als Verantwortlicher bei RAI3 für Soap Operas ist einer seiner Erfolge die Entwicklung von Agrodolce. Miti lehrt an der LUISS Writing School for Cinema.

## Filmografie (Auswahl)
- 1979: Maschio femmina fiore frutto
- 1996: Pietros Elfmeter (Il goal di Pietro Pescatore) (Fernsehfilm)
- 1998: Ritonare a volare (Fernseh-Miniserie)